# Flusso magnetico
Il flusso magnetico, in fisica e in particolare nel magnetismo, è il flusso del campo magnetico attraverso una superficie; è una grandezza scalare che dipende dall'angolo d'incidenza delle linee di campo, dal valore della permeabilità magnetica e dall'area della superficie stessa. Viene spesso indicato nelle formule con la lettera greca {\displaystyle \Phi _{B}}, e l'unità di misura nel SI è il Wb. Si tratta di una grandezza che compare in molti ambiti dell'elettromagnetismo, ad esempio la variazione del flusso magnetico attraverso la superficie delimitata da un circuito elettrico chiuso provoca la comparsa di una forza elettromotrice nel circuito (legge di Faraday).

## Definizione
Immaginando di scomporre una superficie generica {\displaystyle \mathbf {S} } in tessere di area infinitesimale {\displaystyle \operatorname {d} \mathbf {S} }, è possibile determinare per ciascuna di queste la componente {\displaystyle B_{\perp }} del vettore di campo magnetico {\displaystyle \mathbf {B} } perpendicolare alla superficie nella posizione della tessera considerata.
Risulta dunque {\displaystyle B_{\perp }=B\cos \alpha }, dove {\displaystyle \alpha } indica l'angolo compreso fra {\displaystyle \mathbf {B} } e la normale alla superficie. In generale, questa componente varia per ogni punto della superficie.
Il flusso magnetico {\displaystyle \operatorname {d} \Phi _{B}} che attraversa quest'area infinitesimale è:
{\displaystyle \operatorname {d} \Phi _{B}=\mathbf {B} \cdot \operatorname {d} \mathbf {S} }
Il flusso magnetico complessivo attraverso l'intera superficie è l'integrale dei contributi delle componenti infinitesimali {\displaystyle \operatorname {d} \Phi _{B}} di tutti i punti della superficie:

Flusso magnetico attraverso una superficie inclinata

{\displaystyle \Phi _{B}=\int _{S}\operatorname {d} \Phi _{B}=\oint _{\partial S}\mathbf {A} \cdot d{\boldsymbol {\ell }}}
con {\displaystyle \mathbf {A} } il potenziale vettore e {\displaystyle \partial S} il contorno di {\displaystyle S} (per passare all'integrale di linea si è utilizzato il teorema di Stokes).
Per un campo magnetico omogeneo, cioè con intensità uguale in tutti i punti di una superficie piana, l'integrale precedente si semplifica e il flusso magnetico corrisponde al prodotto scalare del campo magnetico {\displaystyle \mathbf {B} } per la superficie {\displaystyle \mathbf {S} }:
{\displaystyle \Phi _{B}=\mathbf {B} \cdot \mathbf {S} =B_{\perp }S=BS\cos \alpha }
essendo {\displaystyle \alpha } l'angolo compreso fra {\displaystyle \mathbf {B} } ed {\displaystyle \mathbf {S} }.

Flusso magnetico attraverso una superficie perpendicolare

Se la superficie è chiusa il flusso totale attraverso di essa è sempre nullo:
{\displaystyle \Phi _{B}=\int _{S}\mathbf {B} \cdot \operatorname {d} \mathbf {S} =0}
con {\displaystyle S} la superficie chiusa (frontiera di un volume). Si tratta dell'equazione di Maxwell che in forma locale si scrive {\displaystyle \nabla \cdot \mathbf {B} =0} e stabilisce l'assenza di monopoli magnetici. A differenza del campo elettrico, per il quale la legge di Gauss mostra come il flusso complessivo del campo attraverso una superficie chiusa è direttamente proporzionale alla carica elettrica compresa all'interno della superficie, al campo magnetico non è associata nessuna "carica magnetica".

### Circuiti magnetici
All'interno di un circuito magnetico, il flusso corrisponde al rapporto fra la forza magnetomotrice {\displaystyle I}=(Ni) e la riluttanza {\displaystyle R_{H}} (Legge di Hopkinson):
{\displaystyle \Phi _{B}={\frac {I}{R}}_{H}}